# Jarilla (Argentina)
Jarilla es una pequeña localidad del departamento Juan Martín de Pueyrredón, en la provincia de San Luis, Argentina.
Se accede a través de la Ruta Nacional 7.
Debe su nombre a la jarilla, un arbusto ramoso que se encuentra en laderas montañosas de la zona.

## Población
Cuenta con 46 habitantes (Indec, 2010), lo que representa un descenso del 23% frente a los 60 habitantes (Indec, 2001) del censo anterior.
| Gráfica de evolución demográfica de Jarilla entre 1947 y 2010 |
|                                                               |
| Fuente: Censos nacionales del INDEC                           |